# Interdyscyplinarny Festiwal Sztuk Miasto Gwiazd
Interdyscyplinarny Festiwal Sztuk Miasto Gwiazd w Żyrardowie (FMG) – wydarzenie kulturalne w Polsce odbywające się corocznie we wrześniu, nieprzerwanie od 2009 roku w Żyrardowie, mieście między Warszawą a Łodzią. Organizatorem jest Fundacja Kultury i Sztuki artHolding.
FMG propaguje w swoich działaniach interdyscyplinarność poprzez prezentację różnych dziedzin sztuki m.in. plastyki, filmu, teatru, tańca, muzyki, czy animacji. Głównym celem wydarzenia jest integracja środowisk artystycznych, szczególnie akademickich, wspieranie młodych artystów oraz promowanie szeroko pojętej sztuki. W ramach Festiwalu organizowane są wystawy, instalacje, happeningi, debaty, wykłady, panele dyskusyjne, warsztaty tematyczne, spotkania, spektakle, projekcje filmowe, kabarety, konkursy oraz pokazy mody. Każda edycja kończy się wyborami Miss Żyrardowa, a finalistki konkursu zapraszane są do udziału w konkursie Miss Polski. Corocznie Festiwal gości plejadę znanych i cenionych osobistości ze świata sztuki, kultury, nauki i polityki. Podczas każdej edycji prezentowanych jest kilka tysięcy metrów kwadratowych wystaw. Przy Festiwalu działa również wolontariacki ruch społeczny, który zrzesza ponad 300 wolontariuszy w różnym wieku.

## Miejsce Festiwalu
- XVI edycja (26–28 września 2024) – Centrum Kultury, Pałacyk Tyrolski, Resursa w Żyrardowie, Mazowieckie Centrum Sztuki Współczesnej Elektrownia w Radomiu[1]
- XV edycja (28–1 października 2023) – Centrum Kultury, Pałacyk Tyrolski, Resursa w Żyrardowie[2]
- XIV edycja (22–24 września 2022) – Centrum Kultury, Pałacyk Tyrolski, Resursa w Żyrardowie[3]
- XIII edycja (23–25 września 2021) – Centrum Kultury, Resursa w Żyrardowie[4]
- XII edycja (22–24 października 2020) – Centrum Kultury, Resursa w Żyrardowie[5]
- XI edycja (27–28 września 2019) – Muzeum Lniarstwa, Mazowieckie Centrum Sztuki Współczesnej „Elektrownia”
- X edycja (21–25 września 2018) – Bielnik, Mazowieckie Centrum Sztuki Współczesnej „Elektrownia”
- IX edycja (9–16 września 2017) – Bielnik, Muzeum Lniarstwa, Muzeum Mazowsza Zachodniego, Resursa, Centrum Kultury, Centrum Sztuki Współczesnej Znaki Czasu w Toruniu
- VIII edycja (9–24 września 2016) – Bielnik, Muzeum Lniarstwa, Muzeum Mazowsza Zachodniego, Resursa, Centrum Kultury w Żyrardowie, Mazowiecki Teatr Muzyczny im. Jana Kiepury w Warszawie[6], Centrum Sztuki Współczesnej Znaki Czasu w Toruniu[7]
- VII edycja (11–19 września 2015) – Bielnik, Muzeum Lniarstwa, Resursa, Centrum Kultury, Galeria Studio – Pałac Kultury i Nauki w Warszawie (10 września 2015), Mazowiecki Teatr Muzyczny im. Jana Kiepury w Warszawie (24.10.2015)
- VI edycja (13–20 września 2014) – Bielnik, Muzeum Mazowsza Zachodniego, Galeria Studio – Pałac Kultury i Nauki w Warszawie (4 września 2014)
- V edycja (7–14 września 2013) – Bielnik, Muzeum Mazowsza Zachodniego, Galeria Studio – Pałac Kultury i Nauki w Warszawie (5 września 2013)
- IV edycja (8–15 września 2012) – ul. Nowy Świat 5, Muzeum Mazowsza Zachodniego
- III edycja (10–17 września 2011) – Bielnik, Muzeum Mazowsza Zachodniego
- II edycja (11–19 września 2010) – ul. Nowy Świat 5, Muzeum Mazowsza Zachodniego
- I edycja (12–13 września 2009) – ul. Nowy Świat 5, Muzeum Mazowsza Zachodniego

## MiaSTO/a
Charakterystycznym elementem Festiwalu jest jego struktura. FMG podzielony jest na obszary tematyczne, tzw. Miasta, w ramach których przyznawane są festiwalowe nagrody.

### Miasto Dzieci i Młodzieży
Miasto Dzieci i Młodzieży jest integralną częścią Interdyscyplinarnego Festiwalu Sztuk od samego początku jego powstania. Jest realizowane z myślą o młodych odbiorcach sztuki. W dużej mierze jest tworzony przez Dzieci dla Dzieci. Co roku przygotowywany jest różnorodny program artystyczny oparty na interdyscyplinarności. W ofercie są: warsztaty tematyczne, od muzycznych, przez taneczne, po plastyczne, teatralne czy projektowe; koncerty, spektakle, spotkanie ze znanymi i lubianymi postaciami świata dziecięcej i młodzieżowej kultury. Scenę prowadzą młodzi prezenterzy z zespołu „Fasolki”.
Statuetką przyznawaną podczas M{i}aSTO/a Dzieci i Młodzieży jest Złota ŻyRafka.

### Miasto Spotkań
Miasto Spotkań to bezpośrednie spotkania z gośćmi festiwalowymi. W festiwalowych przestrzeniach odbywają się rozmowy z mecenasami kultury, artystami wszelkich dyscyplin, wybitnymi dziennikarzami i publicystami, politykami i wszystkimi zanurzonymi w sztuce. To okazja dla wszystkich zainteresowanych, żeby zapytać i wysłuchać mistrzów w bezpośrednim kontakcie. Spotkania prowadzone są przez artPrzyjaciół, którzy od kilku lat goszczą na scenie Festiwalu, tworząc swoje autorskie „programy”, m.in.:
- Tomasz Miłkowski – „Teatr i nie tylko”
- Grzegorz Miecugow (czas działalności 2011–2017) R.I.P. – „artInny Punkt Widzenia”
- Bogusław Chrabota – „Między Sztuką a Polityką jest prasa”
- Robert Gonera – „artScenario” – pomiędzy filmem a skryptem”
- Wiesław Tupaczewski – „artChichot”
- Krzysztof Jaworski (Harlem) – „artNuta i artKlucz Wiolinowy”
- Kamil Dąbrowa – „artGoście u Kamila”
- Andrzej Strzelecki (czas działalności 2009–2019) R.I.P – przyjaciel Festiwalu

Statuetką przyznawaną podczas M{i}aSTO/a Spotkań na specjalnej gali poświęconej laureatowi jest Złoty artKciuk.

### Miasto Sztuki
Miasto Sztuki to przede wszystkim wystawy podzielone na dwa sektory. Miasto Wystaw dotyczących plastyki, filmu, literatury, muzyki, mody, video-art, fotografii, komiksu i wszystkiego tego, co znajduje się na ich marginesach, przecięciach, wzajemnych polach oddziaływania w jednym artMieście; oraz Edukacyjny Festiwal Sztuki artNoble – wystawa najlepszych dyplomów szkół artystycznych w Polsce.
Nagrodą przyznawaną podczas M{i}aSTO/a Sztuki jest Statuetka artNoble w kategorii Plastyka i Muzyka.

### Edukacyjny Festiwal Sztuki artNoble
Edukacyjny Festiwal Sztuki artNoble to wystawa najlepszych dyplomów szkół artystycznych w Polsce. Odrębne wydarzenie z Galą konkursową artNoble, które realizowane jest w partnerstwie z Interdyscyplinarnym Festiwalem Sztuk M{i}aSTO/a Gwiazd. Gala odbywa się w Żyrardowie. Zwyczajowo są to dwa pierwsze dni Festiwalu poświęcone edukacji artystycznej, z debatami rektorskimi i profesorskimi. Statuetka 1-Art przyznawana jest w dwóch kategoriach: od 2012 r. w kategorii artNoble Plastyka, a od 2014 r. – w kategorii artNoble Muzyka. Gali towarzyszą: koncerty laureatów, koncerty i recitale wybitnych osobistości świata muzyki, zarówno klasycznej, jak i rozrywkowej. Partnerami konkursu są: od 2012 do 2015 roku Galeria Studio / Teatr Studio w Pałacu Kultury i Sztuki w Warszawie, a od 2016 roku CSW w Toruniu /Festiwal rozpoczyna się wystawą laureata i osób wyróżnionych w poprzedniej edycji konkursu artNoble Plastyka/; Mazowiecki Teatr Muzyczny im. Jana Kiepury w Warszawie /Festiwal kończy się koncertem laureata i osób wyróżnionych w konkursie w poprzedniej edycji konkursu artNoble Muzyka/. Jurorami konkursu artNoble są wybitne postaci świata nauki, kultury i sztuki oraz rektorzy uczelni artystycznych z Polski /46 jurorów/. Kuratorami Edukacyjnego Festiwalu Sztuk artNoble są przedstawiciele uczelni oraz przewodniczący grup kuratorskich: prof. Ewa Iżykowska-Lipińska z Uniwersytetu Muzycznego Fryderyka Chopina w Warszawie /artNoble Muzyka/, prof. Jan Tutaj z Akademii Sztuk Pięknych w Krakowie /artNoble Plastyka/, prof. Andrzej Strzelecki z Akademii Teatralnej w Warszawie (artNoble Teatr) (2010–2019), prof. Anna Serafińska z Akademii Teatralnej w Warszawie (artNoble Teatr) (od 2020).

### Miasto Ekonomii i Samorządności
Miasto Ekonomii i Samorządności to przestrzeń Festiwalu, gdzie ekonomia zostaje ukazana w sposób kreatywny. Celem tej części Festiwalu jest nauka postaw i zachowań związanych z twórczą przedsiębiorczością – wykłady specjalistów i ekonomistów oraz przedsiębiorców, warsztaty tematyczne, przedstawienie specyfiki działania Inkubatorów Przedsiębiorczości, przybliżenie idei programu Young Starter Reaktywacja dla młodych przedsiębiorców, rozwijanie pojęć artTurystyka, Polityka Kulturalna, Mecenat, animacja kultury, pozyskiwanie grantów. Podczas Miasta Samorządności odbywają się zazwyczaj dwie debaty oparte na uczestnictwie gości zarówno ze świata polityki krajowej, jak i samorządowej.
Statuetką przyznawaną w ramach M{i}aSTO/a Ekonomii i Samorządności jest Złota ŻyRybka oraz medal artMecenat.

### Miasto Filmu i artScenario
Miasto Filmu i artScenario, w ramach którego odbywają się seanse filmowe, spotkania z ludźmi filmu, warsztaty aktorskie, scenopisarskie, dziennikarskie, krytyki filmowej.
Statuetką przyznawaną w czasie M{i}aSTO/a Filmu i artScenario jest artSkrypt.

### Miasto Piękna i artMody
Miasto Piękna i artMody organizowane jest od 2009 roku, a w jego ramach od 2010 roku odbywają się pokazy mody młodych projektantów m.in. z publicznych uczelni artystycznych, domów mody; odbywają się konkursy dla młodych projektantów mody. Uzupełnieniem MPiaM jest konkurs Miss i Mistera Ziemi Żyrardowskiej, podczas którego wybierana jest najpiękniejsza mieszkanka powiatu żyrardowskiego, która ma możliwość startu w półfinale Miss Polski. Kolejnym etapem jest udział w konkursie Miss Polski. W trakcie Miasto Piękna i artMody odbywają się także spotkania z gośćmi, panele dyskusyjne oraz inne działania happeningowe.

## Wydarzenia okolicznościowe
- 30-lecie Kabaretu OT.TO
- 80-lecie urodzin Czesława Niemena – Być jak Czesław Niemen
- 40-lecie pracy twórczej Andrzeja Pągowskiego
- Eliminacje do Szansy na Sukces TVP2
- Urodziny Davida Lyncha
- Urodziny Rafała Ziemkiewicza
- Urodziny Stana Borysa
- Ogólnopolski Konkurs Polskiego Stowarzyszenia SpeedCubingu – artRubik w Miasto Gwiazd[12]
- Ogólnopolska wystawa Photo Day[13] – Konkurs
- artTurystyka /Grodzisk Mazowiecki, Milanówek, Warszawa, Bydgoszcz, Puszcza Mariańska/
- Akademia Wizytująca /Puszcza Mariańska, Radziejowice/
- Koniec Sztuki / 2012, 2013, 2014, 2015, 2016,2017/

## Nagrody

### ArtNoble
Nagroda artNoble przyznawana jest podczas Edukacyjnego Festiwalu Sztuki artNoble (wydzielonego z Festiwalu Miasto Gwiazd), dla wyróżniającej się „artOsobowości twórczej” za najlepszy dyplom w zakresie sztuk wizualnych i muzycznych z publicznych uczelni artystycznych. Jest to wyróżnienie dla oryginalnej osobowości artystycznej, pełnej pasji i twórczej artEnergii, której prace realizowane są na poziomie europejskim i przyciągają uwagę odbiorców. Konkurs artNoble przekształcił się w osobny festiwal, którego kulminacją jest uroczysta Gala artNoble. Wręczeniu statuetki towarzyszą panele dyskusyjne, wykłady i konferencje. Laureat wybierany jest przez jury składające się z ponad 50 osób, spośród kandydatów nominowanych przez kuratorów z publicznych uczelni artystycznych i muzycznych w kraju. Kuratorami w dziedzinie sztuk wizualnych są: prof. Jan Tutaj (ASP Kraków) – przewodniczący kuratorów, prof. Jacek Staszewski (ASP Warszawa), prof. Waldemar Kuczma (ASP Wrocław), prof. Michał Minor (ASP Katowice), prof. Jarosław Bogucki (Uniwersytet Artystyczny w Poznaniu), prof. Piotr Karczewski (ASP Łódź), prof. Jacek Zdybel (ASP Gdańsk), a w dziedzinie sztuk muzycznych: prof. Aleksander Kościów (UMFC).

#### Laureaci
| 2024 | artNoble Plastyka                       | Wyróżnienia |
| ---- | --------------------------------------- | --- |
|      | Laura Polańska (UA w Poznaniu)          | Karolina Stefańska (ASP w Krakowie) Ignacy Kulka (ASP w Gdańsku)                                                              |
| 2023 | artNoble Plastyka                       | Wyróżnienia |
|      | Łukasz Sawicki (ASP w Warszawie)        | Ewa Czwartos (ASP w Krakowie) Ryszard Paradowski (ASP w Krakowie)                                                             |
| 2022 | artNoble Plastyka                       | Wyróżnienia |
|      | Igor Kociński (ASP w Łodzi)             | Antonina Chmielewska-Merynda (ASP w Krakowie) Kaja Koster (UA w Poznaniu)                                                     |
| 2021 | artNoble Plastyka                       | Wyróżnienia |
|      | Natalia Gwiazdowska (ASP w Gdańsku)     | Michał Wasiak (ASP w Łodzi) Anton Sivatski (ASP we Wrocławiu) Karolina Cygnar (ASP w Krakowie) Adrian Zert (ASP w Katowicach) |
| 2020 | artNoble Plastyka                       | Wyróżnienia |
|      | Alicja Pakosz (ASP w Krakowie)          | Katarzyna Piekutowska (ASP w Katowicach) Roxana Goncarzewicz (UA w Poznaniu)                                                  |
| 2019 | artNoble Plastyka                       | Wyróżnienia |
|      | Robert Marchewka (ASP w Warszawie)      | Julia Świtaj (ASP w Katowicach) Anna Woźniak (ASP w Łodzi)                                                                    |
| 2018 | artNoble Plastyka                       | Wyróżnienia |
|      | Mateusz Kokot (ASP w Katowicach)        | Paulina Żmuda (ASP w Gdańsku) Magdalena Sadłowska (ASP w Krakowie)                                                            |
| 2017 | artNoble Plastyka                       | Wyróżnienia |
|      | Maciej Andrzejczak (UA w Poznaniu)      | Justyna Janikowska (ASP w Krakowie) Szymon Ryczek (ASP w Łodzi)                                                               |
| 2016 | artNoble Plastyka                       | Wyróżnienia |
|      | Przemysław Jeżmirski (ASP w Katowicach) | Dawid Marszewski (UA w Poznaniu) Ewelina Maksymiuk /Akademia Sztuki w Szczecinie/ Dariusz Nowak (ASP w Krakowie)              |
| 2015 | artNoble Plastyka                       | Wyróżnienia |
|      | Natalia Świerczyna (ASP w Katowicach)   | Anna Demidowicz (UA w Poznaniu) Jerzy Piątkowski (ASP w Krakowie)                                                             |
|      | artNoble Muzyka                         | Wyróżnienia |
|      | Alina Adamski (AM w Łodzi)              | Aleksandra Świderek (UMFC w Warszawie) Martin Gregorius (AM w Gdańsku)                                                        |
| 2014 | artNoble Plastyka                       | Wyróżnienia |
|      | Marcelina Groń (ASP we Wrocławiu)       | Marlena Biczak (ASP w Krakowie) Krzysztof Sokolovski (ASP w Warszawie)                                                        |
|      | artNoble Muzyka                         | Wyróżnienia |
|      | Marta Kordykiewicz (UMFC w Warszawie)   | Jekaterina Drzewiecka (AM w Bydgoszczy) Aleksandra Denga (AM w Gdańsku)                                                       |
| 2013 | artNoble Plastyka                       | Wyróżnienia |
|      | Jacek Dudek (ASP w Krakowie)            | Joanna Kurkiewicz (ASP w Łodzi) Grzegorz Klimek (ASP we Wrocławiu)                                                            |
| 2012 | artNoble Plastyka                       | Wyróżnienia |
|      | Paweł Kwiatkowski/ASP w Łodzi/          | Magdalena Grabowska (ASP w Warszawie) Maksymilian Ziobro (UA w Poznaniu)                                                      |

### Złoty artKciuk
Nagroda dla wybitnej Osobistości polskiego życia kulturalno-artystyczno-społecznego za nieoceniony wkład w rozwój polskiej kultury i sztuki. Złoty artKciuk przyznawany jest podczas Festiwalu na specjalnej gali poświęconej laureatowi.
Kapituła
- prof. Jacek Zdybel (Akademia Sztuk Pięknych w Gdańsku) – przewodniczący Kapituły
- Marta Ewa Olbryś – zastępca przewodniczącego
- prof. Jan Tutaj (Akademia Sztuk Pięknych w Krakowie) – przewodniczący techniczny
- prof. Piotr Karczewski (Akademia Sztuk Pięknych w Łodzi)
- prof. Marian Waldemar Kuczma (Akademia Sztuk Pięknych we Wrocławiu)
- prof. Artur Krajewski (Akademia Sztuk Pięknych w Warszawie)
- prof. Anna Serafińska (Akademia Teatralna w Warszawie)
- dr Witold Kanicki (Uniwersytet Artystyczny w Poznaniu)
- Robert Gonera – aktor, przewodniczący Kapituły artSkrypt (Festiwal Sztuk Miasto Gwiazd)
- Małgorzata Lewińska – aktorka, koordynator ds. teatru (Festiwal Sztuk Miasto Gwiazd)

#### Laureaci
- 2024 Małgorzata Bogdańska i Marek Koterski[32]
- 2023 Leszek Możdżer[33]
- 2022 Grażyna Torbicka[3]
- 2021 Tadeusz Rolke[34]
- 2020 prof. Jerzy Bralczyk[35]
- 2019 Czesław Niemen /odebrane w rocznicę 80 urodzin artysty przez Małgorzatę Niemen/
- 2018 Łukasz Maciejewski
- 2017 Jacek Cegiełka
- 2016 Anna Dymna
- 2015 Marek Niedźwiecki[36]
- 2014 Artur Rojek
- 2013 Roman Gutek[37]
- 2012 Krystyna Janda[38]M
- 2011 Marek Żydowicz[39]
- 2010 Jurek Owsiak

### Złota ŻyRybka
Nagroda specjalna dla Osobowości „lokalnej” działającej także „globalnie”, pochodzącej z powiatu żyrardowskiego, ale niekoniecznie tu urodzonej.

#### Laureaci
- 2024 Klaudia Appel
- 2023 Jarosław Fidel Lange[2]
- 2022 dr Dariusz Kaczanowski[3]
- 2021 Marta Ewa Olbryś[34]
- 2020 prof. Jan Tutaj
- 2019 Monika Rosińska
- 2018 Jerzy Jankowski
- 2017 Michał Niedziałek
- 2016 Filip de Girard (statuetka odebrana przez przedstawiciela Ambasady Francuskiej – Sylvaina Guiaugue)
- 2015 Krzysztof Gwiazda
- 2014 Włodek Pawlik
- 2013 Włodzimierz Śliwiński
- 2012 Jarosław Gajewski
- 2011 Jerzy Paruszewski
- 2010 Jacek Czubak
- 2009 Mirosław Wasiewicz

### artŻyrafka
Nagroda przyznawana w ramach M{i}aSTO/a Dzieci i Młodzieży dla wyjątkowego twórcy, który swoim talentem, charyzmą i energią podbił dziecięce serca. Do nagrody nominacje zgłaszają dzieci i młodzież.

#### Laureaci
- 2024 Katarzyna Stoparczyk
- 2023 Agnieszka Glińska i Janina Stelmaszyk[40]
- 2022 Marcin Szczygielski[3]
- 2021 Zespół wokalno-taneczny Fasolki[34]
- 2020 Grzegorz Kasdepke[41]
- 2019 Joanna Fabicka
- 2018 Ewa Chotomska, Marek Grabowski, Krzysztof Marzec
- 2017 Marcin Prokop
- 2016 Edward Lutczyn
- 2015 Maciej Orłoś[42]
- 2014 Jarosław Boberek[43]

### artMecenat
Nagroda przyznawana w ramach M{i}aSTO/a Ekonomii i Samorządności dla Osobistości, która dynamicznie wspiera rozwój kultury i sztuki w Polsce.

#### Laureaci
- 2024 Stowarzyszenie Autorów ZAiKS
- 2023 Krzysztof Musiał i Katarzyna Włodarska[44]
- 2022 Anna i Jerzy Starakowie[3][45]
- 2021 Bank Millennium
- 2020 Canon
- 2019 Adam Struzik
- 2018 Ceramika Paradyż
- 2016 Fundacja Sztuki Polskiej ING
- 2015 Mateusz Morawiecki

### artSkrypt
Nagroda przyznawana dla wybitnego Twórcy scenariuszy filmowych lub teatralnych. Przewodniczący Kapituły: Robert Gonera.

#### Laureaci
- 2024 Grzegorz Łoszewski
- 2023 Piotr Wereśniak[2]
- 2022 Maciej Sobociński[3]
- 2021 Magdalena Wleklik[46]
- 2020 Bartosz Kruhlik[47]
- 2019 Bartosz Konopka
- 2018 Robert Bolesto
- 2017 Krzysztof Rak
- 2016 Tomasz Wasilewski
- 2015 Krzysztof Piesiewicz[48]

### Złota artNuta
Nagroda przyznawana dla wybitnego Kompozytora tworzącego muzykę poważną lub rozrywkową. Przewodniczący Kapituły: Krzysztof Jaworski.
- 2024 Adam Nowak
- 2023 Andrzej Poniedzielski[2]
- 2022 Adam Sztaba[3]
- 2021 Piotr Bukartyk[34]
- 2020 Marek Dutkiewicz[49]
- 2019 Artur Becker
- 2018 Bogusław Chrabota
- 2017 Mikołaj Trzaska

### Złoty artKlucz Wiolinowy
Nagroda przyznawana dla wybitnego autora tekstów dzieł muzycznych, muzyki. Przewodniczący Kapituły: Krzysztof Jaworski.
- 2024 Łukasz L.U.C. Rostowski
- 2023 prof. Piotr Sułkowski[50]
- 2022 Grubson /Tomasz Iwańca/[3]
- 2021 Bogdan Kondracki
- 2020 Tomasz Szymuś
- 2019 Mieczysław Jurecki
- 2018 Janusz Wiliński z żoną dr Agatą Wilińską
- 2017 Bogdan Loebl

### SzuperART
Nagroda przyznawana dla wybitnego rysownika, ilustratora, karykaturzysty, twórcy komiksu. Przewodniczący Kapituły: Grzegorz Misiak.
- 2024 Sławomir Łuczyński
- 2023 Henryk Sawka[44]
- 2022 Grzegorz Szumowski[20]

## Prezydent
artPrezydent M{i}aSTO/a Gwiazd to „Strażnik Kultury i Sztuki” wybierany od 2011 roku na roczną kadencję, który dokonuje uroczystego otwarcia Interdyscyplinarnego Festiwalu Sztuk.

### Kadencje
| 2022/2023 | Magdalena Łazarkiewicz   |
| 2021/2022 | Robert Gonera            |
| 2020/2021 | Hieronim „Hirek” Wrona   |
| 2019/2020 | Małgorzata Niemen        |
| 2018/2019 | Tomasz Miłkowski         |
| 2017/2018 | Ernest Bryll             |
| 2016/2017 | Bogusław Chrabota        |
| 2015/2016 | Jan Peszek               |
| 2014/2015 | Nina Terentiew           |
| 2013/2014 | Adam Struzik             |
| 2012/2013 | Grzegorz Miecugow        |
| 2011/2012 | prof. Leszek Balcerowicz |